# Трепанација
Трепанација, (лат. trepanatio,грч. τρυπανον — сврдло) је хируршки израз за отварање лобање, једна од најстаријих познатих операција, обављана од праисторијског доба, а вршена трепаном или трефином у магијске, терапеутске или неке друге сврхе, којом се уклањао округли или четвртасти сегмент са кости свода лобање.
Сама реч значи бушење кости, али је појам везан за оперативне захвате на костима лобање.
Данас се врши помоћу длета, чекића или електронске бургије, ради одстрањивања скупљене крви или гноја, чирева, комадића костију или других страних тела и изводи се у дијагностичке сврхе (вентрикулографија и постављање пробних трепанацијских отвора).
Трепанацијски отвор је данас лак и за болесника практично нетрауматизујући захват који се изводи у локалној анестезији, представља поступак за смањење акутне антракранијалне хипертензије, а исто тако се кроз трепанацијски отвор врши аспирација интрацеребралног хематома или инкапсулисаног можданог апсцеса.

## Феномен трепанација у праисторијским популацијама
Феномен трепанације, односно насилно отварање лобање, је појава која је у антропологији, археологији и историји медицине привлачила велику пажњу.
Са становишта антрополога и археолога, трепанације у праисторијском периоду, нису бизарна интервенција врачева, већ се трагови које налазимо на лобањама сматрају медицинским фактима, који нам дају веома важну слику и податке о болестима древних људи. Такође су веома значајан извор информација о древним медикаментима, начинима лечења и хируршким техникама. На основу овога може се реконструисати медицински културни образац, који се развијао како се развијао човек и друштво.
Претпоставља се да је само неиздржив бол могао да натера древне људе да се подвргну овој интервенцији.
Могуће је да су много душевна обољења, попут епилепсије, прогресивне главобоље које утичу на понашање, што може изазвати реакције популације у којој се оболели налази, добијала натприродни значај. Рани мистицизам и култ могу да дају одговор на питање шта су трепанације у прошлости значиле, али пошто је велики број древних пацијената преживљавао претпоставља се да је интервенција ипак вршена у сврху лечења.

## Први докази и записи о трепанацијама
Трепанације и операције мозга вршене су и много година пре наше ере. За то су докази ископане лобање старих Египћана, Инка, Перуанаца, које убедљиво доказују да су на лобањама прављени вештачки отвори, а неке од њих сведоче да су појединци савладали инфекцију и преживели операцију. У тим случајевима вероватно није прелажена природна баријера дуре или је интервенисано само у површним слојевима мозга.
Трагови ове операције откривени су на праисторијским лобањама на многим локалитетима у Европи, Северној и Јужној Америци, Африци, Азији.
Занимљиве примере трепанација лобања на тлу Централног Балкана налазимо на два локалитета у периоду металног доба, а то су Мокрин (некропола са преко 300 скелета, на 8 је извршена трепанација) и Крива Река (калота из гроба бр.1, тумула IV са 3 трепанацијска пробоја).
Прве податке о трепанацији налазимо у списима античких писаца, па се може претпоставити да су стари Грци познавали ову технику. У Хипократовом делу „О повредама главе“, прилично се детаљно дају упутства за вршење трепанације, која се спомиње као терапијска перфорација примењивана код фрактура лобање.
Током средњег века овај метод описује Гален, а под називом лат. purgatio capitis спомиње је и Авицен.
Принијер (фр. Prunieres), лекар из Марвежола (Француска), је 1865. године отркио у једном долмену у Егијеру (фр. Aiguieres), у централној Француској једну лобању која је на затиљном пределу имала округао отвор направљен вештачким путем. Претпоставио је да је реч о отварању лобање да би се од ње направила чаша за пиће. Ову претпоставку оспорио је десет година касније Пол Брока, који је показао да је на овој и још једном броју других лобања вршена трепанација. Брока је сматрао да је отварање лобање вршено на деци у ритуалне сврхе, јер је видео да извађени округли фрагменти коштаног свода лобање могу имати улогу амулета. Касније је доказано да су ове интервенције вршене на одраслим индивидуама

## Основне анатомске карактеристике главе
Глава је од врата на левој и десној страни одвојена цртом која почиње од подбрадка доњом ивицом до угла доње вилице. Затим је црта усмерена косо нагоре, до врха мастоидног наставка, па следи завој задњег руба наставка и наставља се луком паралелним са коштаном затиљачном пругом (лат. protueratia occipitalis externa). Главу делимо на мождани део (лобањска шупљина) и лични део (орган вида, носна и усна шупљина). Костур свода лобање ствара око мозга чврсту коштану чауру и штити га, али истовремено не допушта промен његовог опсега и помицање можданих структура.
Кости свода лобање су пљоснате и граде их три слоја: површна плоча (лат. lamina externa), дебљине око 1 милиметра, сунђерасто коштано ткиво (лат. supstantia diploica), која садржи обиље крвних жила и унутрашња плоча (лат. lanima interna), која је дебљине око пола милиметра.
- Фронтална пројекција
- Бочна пројекција

Хирургија мозга и нервног система је једна од најстаријих и најсложенијих области хирургије. Развоју и успеху неурохирургије претходила су вековима стицана нова сазнања из анатомије и физиологије мозга.
Кост у горњем делу слепоочног подручја је грађена као и остали делови свода лобање, с тим што у подручју љуске слепоочне кости нема сунђерастог коштаног ткива, па је кост веома танка. Зато и слаби ударци могу проузроковати прелом, као и повреду средње менингеалне артерије, услед чега може доћи до стварања хематома.
Трепанација на протоисторијским и историјским популацијама најчешће је вршена на фронталном или паријеталном делу лобање, а могући разлог је то што је место на коме се најчешће хематом налази фронтални или паријетални режањ. Уколико су праисторијски „хирурзи“ успели да крварење изазвано траумом, трепанацијом испусте из лобање и тиме продуже живот болеснику, овај феномен још више добија на значају како у историји медицине, тако и у археологији и антропологији.

## Разлози за трепанацију током прошлости
Трепанација се у прошлости вршила у терапеутске, магијске, ритуалне или неге друге сврхе. Ипак се претпоставља да су разлози првенствено били терапијске природе. На многим лобањама које су пронађене са трепанацијским отворима нађени су трагови патолошких промена, попут египатске лобање са знацима гнојног запаљења шупљина мастоидног наставка, као и лобања из Северне Америке на којима су нађени знаци хроничног запаљења фронталних синуса, као и отворен максиларни и фронтални синус кроз зидове орбите на једном праисторијској лобањи са подручја Швајцарске. Такође је на лобањи из Перуа, која се чува у музеју болнице Светог Бартоломеја у Лондону, јасно видљива фактура леве темене кости и трепанацијски отвор на десној теменој кости. Пример је и лобања из Аргоса на којој су знаци запаљења кости.
Брока, француски антрополог сматрао је да се на на неолитском материјалу који је испитивао, налази са трепанацијским отворима на скелетном материјалу, могу повезати са древним ритуалима, будући да су извађени фрагменти кости употребљавани као нека врста амајлије или украса.

## Трепанационе технике
Трепанационе технике можемо поделити према томе какви су облици отвора који су начињени. Овакву поделу предложио је Бротвел, 1981. године
- кружни облик коштаног фрагмента - ово је најчешћи начин прављења отвора, који се постиже стругањем кружног жлеба на површини кости. Ово се изводи посебним инструментом, којим се продире до унутрашње ламине пљоснатих костију лобање.
- правоугаони облик отвора - који се добија усецањем оштрим ножем. Овакав отвор је најчешћи на нађеним лобањама из Перуа.
- мале рупе у низу које се буше по кружној линији, да би се добио отвор кружног облика, овакав пример је такође нађен на лобањама из Перуа.

Највише трепанационих отвора на откривеном материјалу налази се на левој страни паријеталне и фронталне кости лобање. Претпоставља се да су у питању били покушаји лечења трауме, будући да је и статистички већи број иднивидуа мушког пола.

## Трепанације вршене на Америчком континету
Осим у Европи и старом Египту, лобање са трепанационим отворма нађене су и на јужноамеричком континенту.
Антрополози су се први пут срели са налазима са локалитета Куско у Перуу. Тамо су 1863. откривене лобање које су имале правоугаоне отворе направљене примитивним каменим инструментима. Највећи број лобања откривен је на Андима, близу Боливије. Најраније се датују до 5. века наше ере.

### Трепанација и Инке
Фроешнер је изучавао трепанације на две лобање из периода Инка, на Смитсонијан институту Националног природњачког музеја (Smithsonian Institution National Museum of Natural History). Једна лобања припада ратнику, повређеном великим каменим блоком. Имала је велики правоугаони отвор са траговима јаке инфекције. Ивице отвора указују на то да индивидуа није преживела, а масивна инфекција и после много векова се види по црвенкасто-браон боји која обухвата чеону област. Претпоставља се да је смрт наступила отприлике две недеље после операције.
Друга лобања говори о потпуном опоравку. У питању је старија индивидуа која је операцију преживела и живела још дуго по извршеној трепанацији.
Ни једна од ствари које се данас користе, сигурно није употребљена, као што су анестезија, антибиотици, метални инструменти, стерилизација, електрична енергија... Коришћен је камен за сечење и то опсидијан, кремен и кварц, којим је направљен савршен рез. Оно што се претпоставља да је коришћено је лист коке, као нека врста анестезије.
„Хирург“ је вероватно рану засецао оштрим предметом и повлачећи га уназад, правио дубоке зарезе у лобањи. Четвороугаони отвори су прављени тако што су резови начињени по ћошковима, када би били довољно дубоки, приступило би се одстрањивању.
Без антибиотика шансе за инфекцију биле су велике. Иструменти су били шкољке дискоидног облика или златни танки предмети.
Проценат преживљавања варира. Према истпитивањима од 400 индивидуа 250 је преживело, што представља 65,5%, према другим истраживњима, могућности преживљавања кретале су се од 23,4-55,3%.
Савремена истраживања на лобањама из Перуа доказују да, будући да је доказано да су пацијенти преживљавали интервенцију, да је у питању интервенција извршена у сврху лечења.

### Мумије из Арике (Чиле)
На северу Чилеа у Арики (Arica), на граници према Перуу, Макс Уле, немачки археолог, 1919. је отркио велики број мумија, за које је тврдио да су старе 2000 година. И током каснијих периода у овом подручју откривени су слични налази.
На основу тестова угљеника C14, утврђена је њихова старост од око 7800 година (за неке примерке). На неким од тих најјстаријих мумија видљиви су трагови трепанација. И у овом случају имамо доказе да је пацијент преживео интервенцију, што се може закључити по заобљеним рубовима око трепанационог отвора. У традиционалној медицини сматрало се да се на овај начин човек ослобађа „демона бола“.

## Трепанације на тлу централног Балкана
Примере трепанација на тлу централног Балкана налазимо на два локалитета из металног доба. То су Мокрин, некропола са преко 300 скелета, од којих је на 8 извршена трепанација (лобање број 85, 180, 196, 218, 230, 264, 273 и 281) и Крива река, калота из гроба бр.1 из тумула 6. има три трепанацијска пробоја.

### Некропола Мокрин - бронзано доба
Мокрин представља једну од највећих некроплола из раног бронзаног доба у југоисточном делу Европе. Уз неколико изузетака већина од преко 300 гробова су појединачна, примарна сахрањивања са телом у савијеном или полусавијеном положају, руке су обично прекрштене на грудима, са шакама које добипиру близу лица. Тело је положено на леви или десни бок. Пристунта је двополна оријентација гробова, мушкарци су у положају глава према северу, а жене према југу.
Прва интензивна систематска истраживања ове некрополе почела су 1963. године, а ископано је укупно 312 гробова. Антрополошки материјал откривен је у 137 гробова. На осам лобања, чију су антрополошку обраду извршили Фаракс и Липтак, констатовано је пробијање лобањског свода трепанацијом, што подразумева и одређену интервенцију унутар лобање.
Трепанацијски отвори су лоцирани на фронталним, паријеталним или темпоралним костима. Величина отвора варира између 10 mm и готово 10 cm, а облик може бити елиптичан, крушколик, полумесечаст, оркугао или јајолик.
Сам медицински поступак појединаца који су вршили овакве захвате на лобањама морао је бити развијен, што потврђује чињеница да су готово сви „пацијенти“ преживели.
О техници превентиве нема никаквих података, али је она морала постојати, будући да су озледе добро саниране и да су ожиљци на лобањским костима великих димензија (пример лобања бр 282 и 284). Присутни су и трагови трепанација које нису завршене, што је веома тешко интерпретирати, уклјучујући и саму трепанацију као интервенцију на лобањи живог човека током праисторије.
На подручју Балкана из овог периода позната је и једна лобања из пећине Бездренјаче код Врховина у Лици, на којој је трепанација извршена на чеоној кости, свега неколико милиметара од suture coronalis.

### Некропола Крива река - гвоздено доба
Са налазишта Крива река, које припада гвозденом добу, издвојено је пет скелета за антрополошку анализу. Налази одговарају приближно времену VI и V веку п. н. е. Лобања из гроба 1 тумул VI има три трепанацијска пробоја.
Микроскопско и рендгенско испитивање лобање ове одрасле индивидуе дало је налазе који говоре о тзв. Racnymenigeosis haemorhagica interna (T.IVb). За ову слику болести карактеристичне су промене у предњој половини главе.
На лобањском своду ова три отвора су изведена коничном бушилицом, пречника 6 mm (у прва два случаја) односно 8 mm (код трећег отвора). Канали пробоја задржавају левкаст облик. Сва три канала имају глатке стране и добро су срасли.
У ендокриналном погледу препознаје се да је отвор који се налази близу синус сагиталис супериора (око 43 mm удаљен од ростал сутура короналис, на ос фронтале недалеко од области средњосагиталне долине), затворен коштаном плочом димензија 10×14 mm, која у облику поклопца належе на ендокранијал унутрашње ламине. Други отвор је 10 mm десно од циста фронталис а од првог отвора је одвојен 22 mm. Горња ивица отвора у области ламине остерне равно је заокружена. У области ламина интерна отвор није у потпуности затворен, иако се од ивица овде новоформираног коштаног ткива неправилно заокружује.
Испитивањима је утврђено да је прво пробијање изведено много година пре смрти ове иднивидуе.
На левој ос париетале налази се трећи пробој, веома близу синуса сагиталис супериор. Такође је левкастог облика и сличних одлика као и претходна два. И овај се налази у делу исцељења, тј. затварања. Овај отвор је последњи направљен, што доказује структура зида.

### Остала налазишта
Због контунуитета праћења феномена трепанација лобања могу се поменути на подручју Балкана још три локалитета. То су: антички Виминацијум, тумул у Угарцима код Требиња и некропола Угљевик код Бијељине.
Са Виминацијума потичу две лобање са трепанацијом. Налазишта код Требиња и Бијељине су из средњовековног периода и показују да је са овом праксом настављено и у каснијем времену.

## Инструменти за вршење трепанације
Медицински инструменти за овакву врсту сложених и рискантних интервенција у виталној зони човековог организма могао је бити готово искључиво од метала.
На појединим налазиштима отривене су мале, на једној страни ситно назубчене цевчице различитих пречник, које су по принципу сврдла пробијале кост лобањског свода и приближавале се спољног можданој опни. Постављао се и захтев да инструмент буде јачи од кости лобањског свода, да би до оваквог пробијања могло да дође.
Сима Тројановић (1862-1935), био је први српски школовани антрополог, описао је процес трепанације коме је присуствовао и ови радови су објављени 1900. и 1922. године.
Процес се одвијао на отвореном простору, тако што би пацијента поставили у столицу дали анестезију у виду ракије. Доза за мушкарце је била литар а за жене пола. Затим би пацијента сместили да се не помера и то тако што би један асистент својим рукама обухватио пацијента око руку и груди, а своје ноге би обмотао око пацијентових. Други је био задужен за држање главе, док је доктор обављао захват.
Трепанациони отвор би се затварао тиквом, јер се веровало да она има антибиотичко дејство. После неколико недеља пацијент се враћао нормалним активностима. Трепанација је није обављала над децом и старијим особама.

## Опоравак
Кости свода лобање регенеришу се мембранозном остеогенезом и то само у танком слоју од неколико милиметара уз рубове оштећења. Дефекти костију затварају се претежно везивним ткивом, што ствара потребу за пластичним затварањем дефекта лобање.
Доказ о опоравку људи који су потвргнути оваквој интервенцији имамо у траговима зарастања на трепанационим отворима. Уколико нема оваквих трагова, значи да је особа умрла убрзо након извршене трепанације или да је прављен после смрти. Овакав случај постморталних трепанација је најчешћи на мумијама из Старог Египта, пошто је ово био начин да се допре до мозга који је вађен приликом мумифицирања, да би се глава балсамовала. Стари Египћани су на овај начин желели да тело сачувају за посмртни живот, оји је у њиховом култу имао веома значајну улогу.
Постморталне трепанације су грубе, а вршене су инструментима као што су длето или кука који су били у служби вађења садржаја лобањске дупље. На оваквим примерцима немамо процес окоштавања.
Археолошки подаци добијени у току ископавања у последњих сто година открила су низ лобања из праисторијског периода са јасним повредама на глави које су начињене вештачким путем, ради отварања лобање. Претпоставља се да је велики бол или проблем могао натерати праисторијског човека да се потвргне овој интервенцији. Могуће је да је постојало познавање одређених опијумских средстава, али је готово немогуће постојање анестетика.
Будући да имамо сигурне доказе да су трепанације вршене, вероватно се знање о томе преносило међу круговима у заједници праисторијских људи који су били задужени за одржање култа. Усавршавање знања о оружју и оруђу, усавршавали су се и инструменти з вршење трепанације.
Такође су нађени остаци са примерима каутеризације костију и непотпуног урезивања костију. Овај материјал указује да је реч о ритуалу и покушају мање спретног лечења.
Код више од 400 трепанираних лобања из Перуа Рител је у 62% случаја запазио знаке исцељења, односно зарастања рубова трепарационих отвора.
Крамп је крајем 19. века међу домороцима Нове Британије и Нове Ирске у Бизмарковом мору открио да је трепанација примењивана не само у случају повреда, већ и да би са постигла дуговечност, а само се у 20% ова интервенција завршавала смртним исходом, а Крамп претпоставља да је и тада пацијент умирао због раније задобијених повреда, а не због интервенције.
- Трепанација описана 1517.
- Трепанација из 1525.